# Steven Bradbury
Steven John Bradbury OAM (* 14. Oktober 1973 in Sydney) ist ein ehemaliger australischer Shorttrack-Sportler. Er wurde 2002 bei den Spielen in Salt Lake City Olympiasieger über die 1000-m-Strecke. 1991 war er bereits Weltmeister mit der 5000-Meter-Staffel geworden.

## Werdegang

### Jugend und Erfolge bis 1994
Zum Shorttrack kam Steven durch seinen Vater, der in den 1960er Jahren zu den Besten des Landes gehört hatte. Bald schon gehörte er zu den Besten seines Landes. 1991 gewann er mit der Staffel bei den Weltmeisterschaften eine Goldmedaille, 1992 bei den Olympischen Spielen von Albertville war er jedoch nur Reserveläufer; das Team stürzte im Halbfinale und schied aus. 1993 wurde die Staffel bei den Weltmeisterschaften Dritte, und 1994 konnte sogar eine Silbermedaille errungen werden. 1994 zählte Bradbury daher als Einzelläufer zum Favoritenkreis in Lillehammer 1994, schied jedoch früh aus. Im 5000 m Mannschaftsrennen gewann er mit der australischen Mannschaft wieder eine Bronzemedaille. Es handelte sich dabei um die erste Medaille bei Winterspielen für Australien überhaupt. 

### 1994–2002
Bei einem Rennen nach den Olympischen Spielen stürzte Steven und erlitt durch die Kufe eines Mitläufers eine so große Schnittwunde am Bein, dass er bereits vier Liter Blut verloren hatte, bevor er ärztlich behandelt werden konnte. Die Wunde musste anschließend mit 111 Stichen genäht werden.
Auch bei den Spielen in Nagano 1998 blieb Bradbury ohne Medaille. Am 26. November 1999 debütierte er im japanischen Nobeyama im Weltcup, den die ISU erst zwei Jahre zuvor initiiert hatte. In den drei Saisons, während denen er im Weltcup antrat, konnte er sich allerdings keine Podiumsplatzierung sichern. Im September 2000 brach er sich bei einem Trainingsrennen durch einen Sturz in die Seitenbegrenzung einen Halswirbel, überlebte den Unfall aber ohne weitere Spätfolgen.

### Olympiasieg 2002
2002 fuhr Bradbury als Außenseiter zu seinen vierten Spielen nach Salt Lake City. Sein Durchmarsch in das Finale über 1000 m stellte ein Kuriosum dar: Seinen Viertelfinallauf beendete er als Dritter, kam aber weiter, weil der zweitplatzierte Kanadier Marc Gagnon disqualifiziert wurde. Im Halbfinale war er bereits letzter seines Laufs, als drei andere Läufer stürzten und Bradbury sich so noch als Zweiter für das Finale qualifizieren konnte.
Das Finale bestritt, neben Bradbury, u. a. der US-Amerikaner Apolo Anton Ohno, dem die größten Siegchancen zugerechnet wurden. Das „Sturzglück“ blieb Steven Bradbury jedoch treu: In der letzten Kurve des Rennens stürzte ein Läufer und riss alle weiteren Fahrer außer dem inzwischen deutlich abgeschlagenen Bradbury mit sich. Bradbury konnte ungehindert durchs Ziel fahren und bescherte seinem Land die erste Goldmedaille bei Winterspielen überhaupt. Hierfür wurde er 2007 mit der Medaille des Order of Australia ausgezeichnet.

### Rückzug vom aktiven Sport
Bei seiner Rückkehr wurde Bradbury zum Nationalhelden stilisiert. Die australische Post gab, analog zu den australischen Goldmedaillengewinnern der Sommerspiele 2000 in Sydney, eine Sondermarke mit Bradburys Bild heraus. Lange Zeit war ihm dieser Umstand nicht recht. Heute denkt Bradbury anders über seinen Sieg und sieht in ihm den verdienten Erfolg für seine Bemühungen und Verletzungen die Jahre davor. Die Floskel doing a Bradbury („einen Bradbury machen“) gilt seither in Australien als Synonym für den Erfolg krasser Außenseiter entgegen allen Erwartungen.
Nach seinem Sieg löste Bradbury, gemeinsam mit Alisa Camplin, die ebenfalls Olympiasiegerin beim Freestyle-Skiing wurde, einen Wintersport-Boom aus, so dass Australien zu den Spielen nach Turin 2006 seine bisher größte Mannschaft mit 40 Sportlerinnen und Sportlern schicken konnte. Der Heimatclub von Bradbury, das Roos Brisbane, ist seither Leistungsstützpunkt für Shorttrack.
Seine Erlebnisse im Shorttrack-Sport hat Steven Bradbury in seiner Biografie Last Man Standing verarbeitet, welche sofort ein Bestseller in seiner Heimat wurde. 2006 war Steven Bradbury bei den Spielen in Turin Co-Moderator für das australische Fernsehen.